# روب مونرو
روب مونرو (بالإنجليزية: Rob Munro)‏ هو سياسي نيوزلندي، ولد في 1946. حزبياً، نشط في New Zealand Conservative Party ‏. وقد انتخب عضو مجلس النواب النيوزيلندي.